# Olympisches Diplom
Olympisches Diplom bezeichnet eine schriftliche Auszeichnung, welche Teilnehmer an den Olympischen Spielen erhalten, die in den Endkämpfen den ersten bis achten Platz belegt haben.
Olympiateilnehmer, die den ersten bis dritten Platz belegt haben, erhalten ferner eine Medaille (“Olympiamedaille”) sowie eine mit der Jahreszahl der Spiele versehene Anstecknadel des IOC, welche je nach errungener Platzierung in Gold, Silber oder Bronze ausgeführt ist.

## Geschichte
Bereits 1896 wurden erste Olympische Diplome an Sportler vergeben. 1905 erhielt auch Theodore Roosevelt aufgrund von Verdiensten um die olympische Idee ein Olympisches Diplom. 1923 wurde beschlossen, dass die drei Bestplatzierten eines Wettkampfs das Diplom erhalten sollten. Ab 1949 erhielten es auch Sportler, die den vierten, fünften oder sechsten Platz belegt hatten. 1981 wurde beschlossen, dass auch die siebt- und achtplatzierten Sportler das Olympische Diplom erhalten.

## Herstellung
Das Zertifikat wird per Unterschriftenautomat mit den Unterschriften des Präsidenten des Internationalen Olympischen Komitees und dem jeweiligen Präsidenten des Organisationskomitees versehen. Das Design der Urkunden muss vom IOC  genehmigt werden.